# Küchengerät

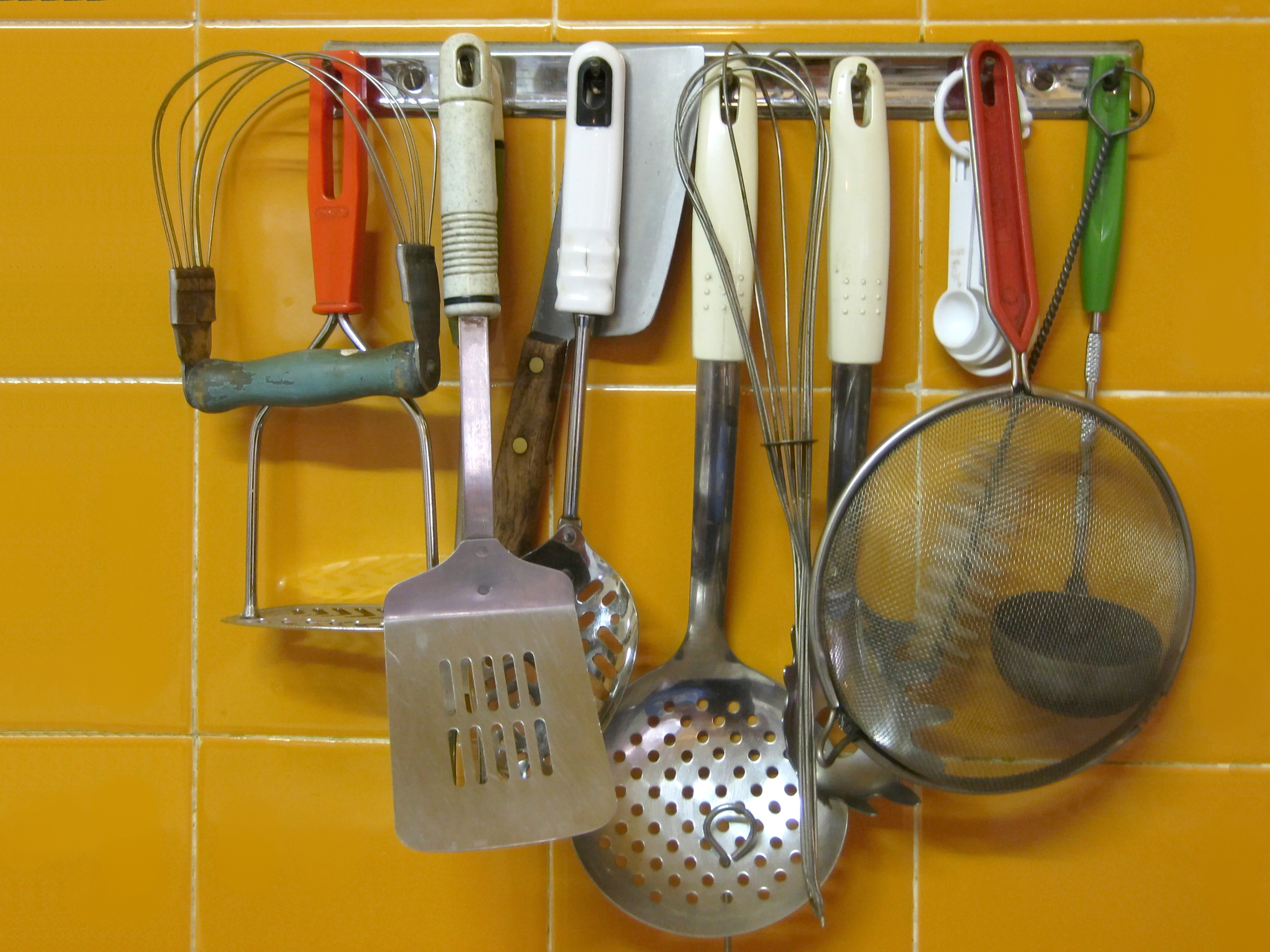
Verschiedene Küchen-„Handwerkzeuge“ (aus den 1970ern)

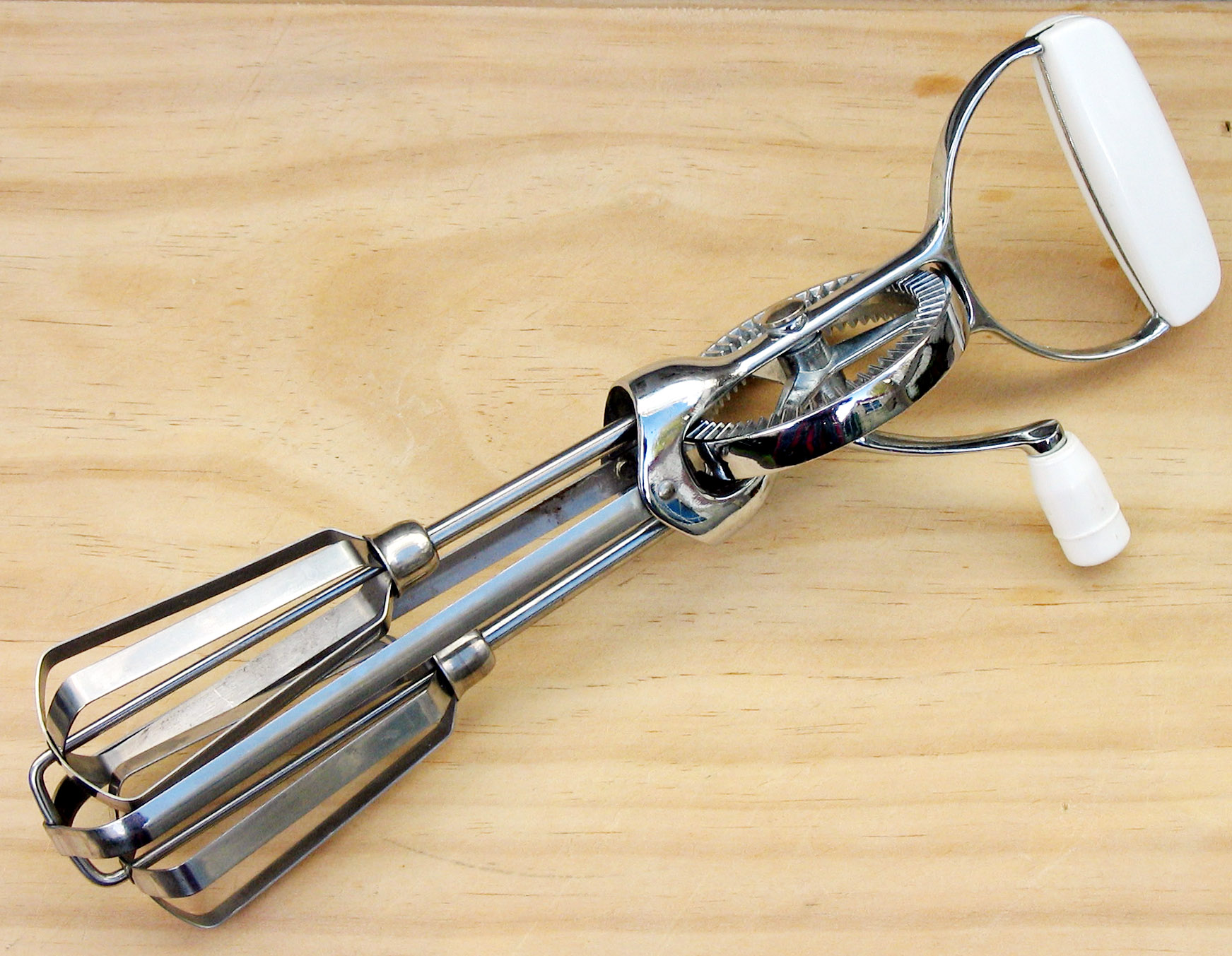
Moderner Quirl als Kurbelgerät

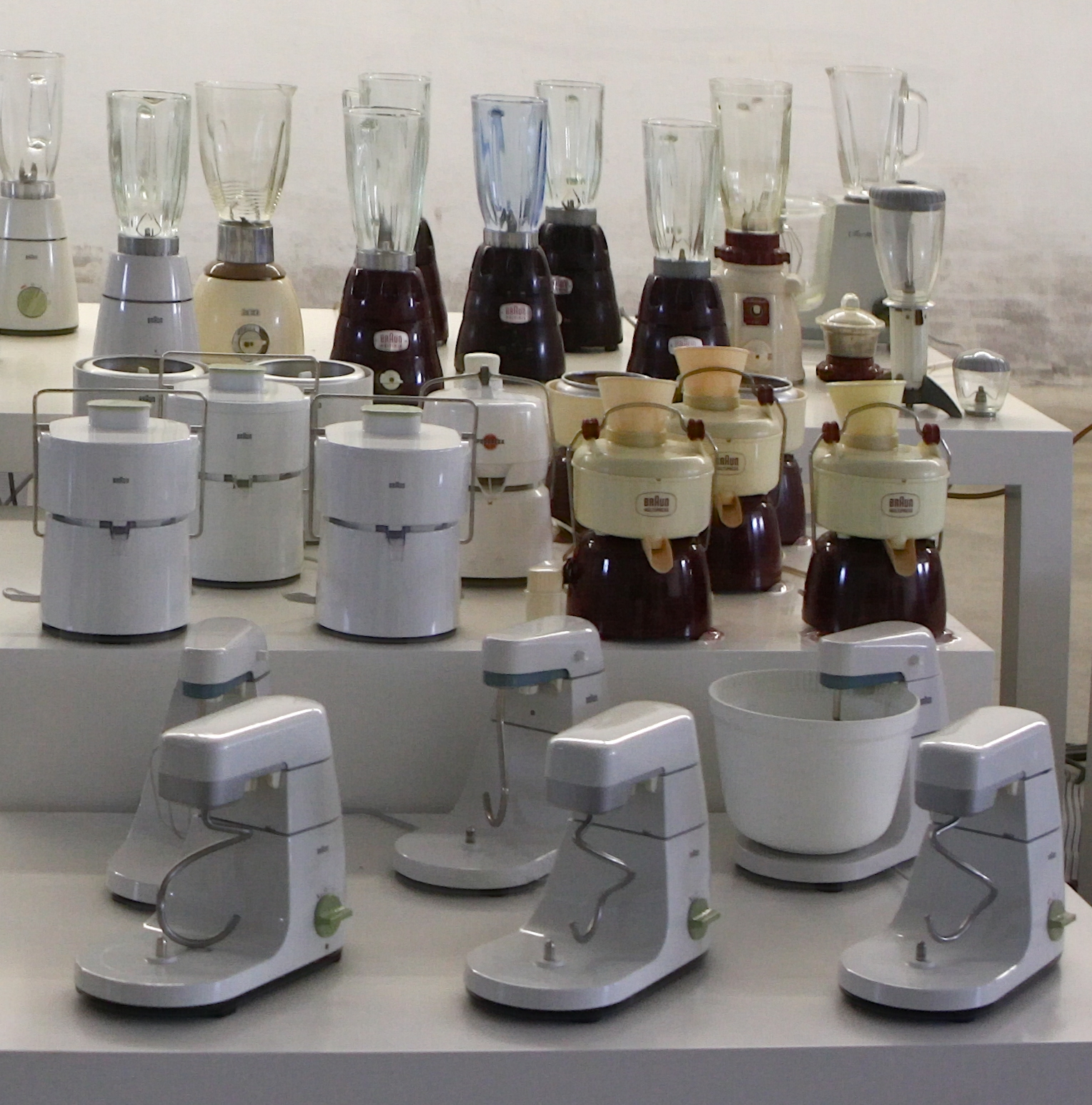
Verschiedene, elektrisch angetriebene Küchengeräte (aus dem 20. Jahrhundert)

Ein Küchengerät (auch Küchenutensil oder Küchenwerkzeug, ugs. auch Küchenhelfer) ist ein auf Küchenarbeiten spezialisiertes einfaches Handwerkzeug oder ein mechanisches bzw. elektrisches Werkzeug. Im Gegensatz zu den Werkzeugen vieler anderer Bereiche spielt dabei die hygienische Zubereitung der Speisen eine wichtige Rolle, weshalb zur Herstellung dieser Hilfsmittel häufig rostfreier Stahl als Material verwendet wird. Aufgabe der Geräte ist es unter anderem, Koch- und Backvorgänge zu ermöglichen, die Beschleunigung, Vereinfachung oder Verbesserung der Nahrungszubereitung und die Konservierung durch Kühlen oder Gefrieren. 
Die ersten mechanischen Küchengeräte gab es bereits vor Entdeckung der Elektrizität. Sie wurden hauptsächlich mit einer Handkurbel betrieben (z. B. Rührgerät oder Fleischwolf). Heute sind die meisten Küchengeräte elektrisch angetrieben. Im professionellen Bereich haben allerdings auch handbetriebene Geräte einen festen Platz, da sie leichter zu reinigen und häufig auch robuster sind. 
Früher wurden alle Küchengeräte, deren Mechanik annähernd einer Maschine entsprach, als „Küchenmaschine“ bezeichnet. Geräte mit mehreren Funktionen, auch die Vorläufer der heutigen Küchenmaschinen, wurden dabei zu „Universalküchenmaschinen“. Der heutige Begriff Küchenmaschine ist demgegenüber stark eingeengt und bezeichnet nur einen bestimmten Gerätetyp.

## Typische Aufgaben von Küchengeräten
- Greifen
- Heben und Wenden
- Plattieren
- Rühren und Schlagen
- Schneiden und Teilen
- Hacken und Häckseln
- Raspeln
- Pürieren und Mahlen
- Pressen
- Erhitzen, Kochen und Backen
- Rösten
- Kühlen und Gefrieren
- Messen
- Schroten
- Entsaften

## Beispiele für Küchengeräte

### Behälter,Töpfe,Pfannen,Kannen
- Grapen (historisch), Pfeifkessel, Römertopf, Kasserolle
- Espressokanne
- Dampfkochtopf
- Wok
- Rührschüssel

### EinfacheHandwerkzeuge(ohne Mechanik)

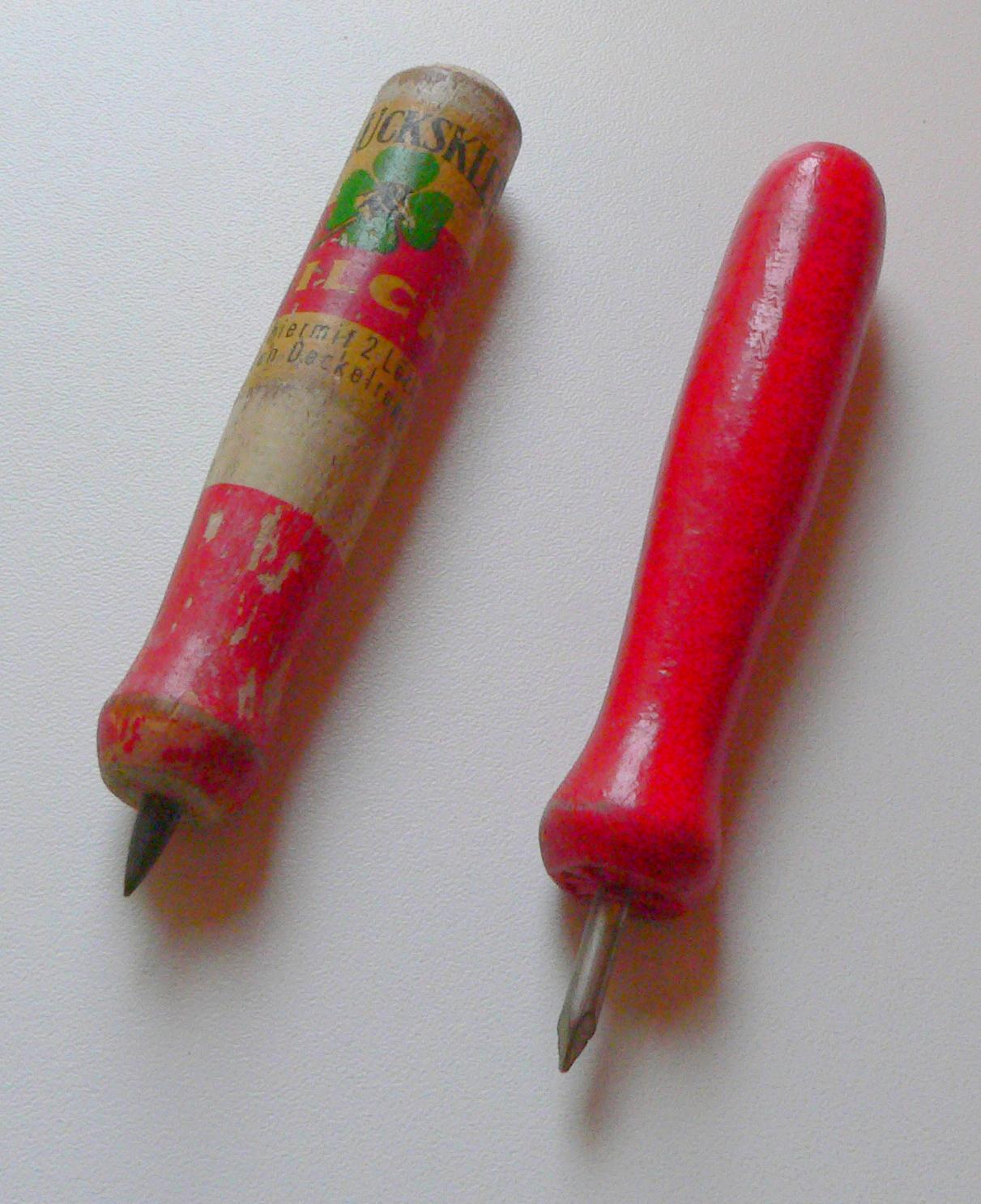
Dosenstecher
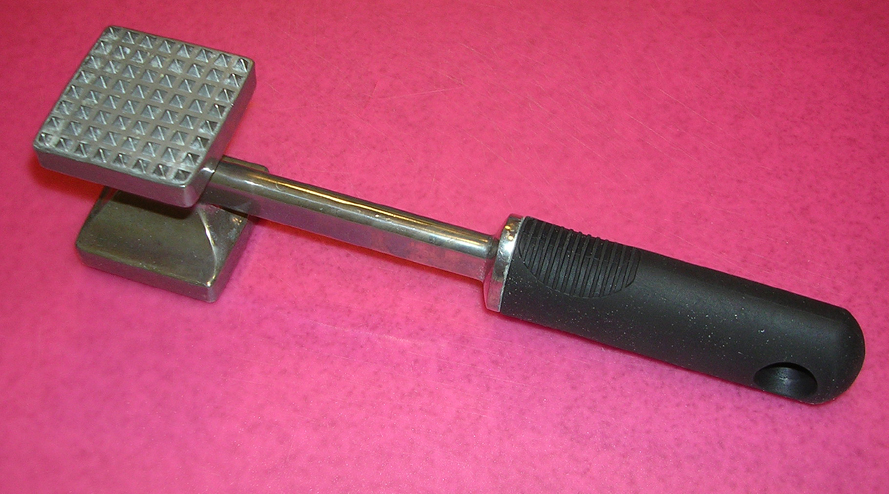
Fleischklopfer
- Fleischspieß
- Gemüsehobel („Mandoline“)
- Kaffeefilter
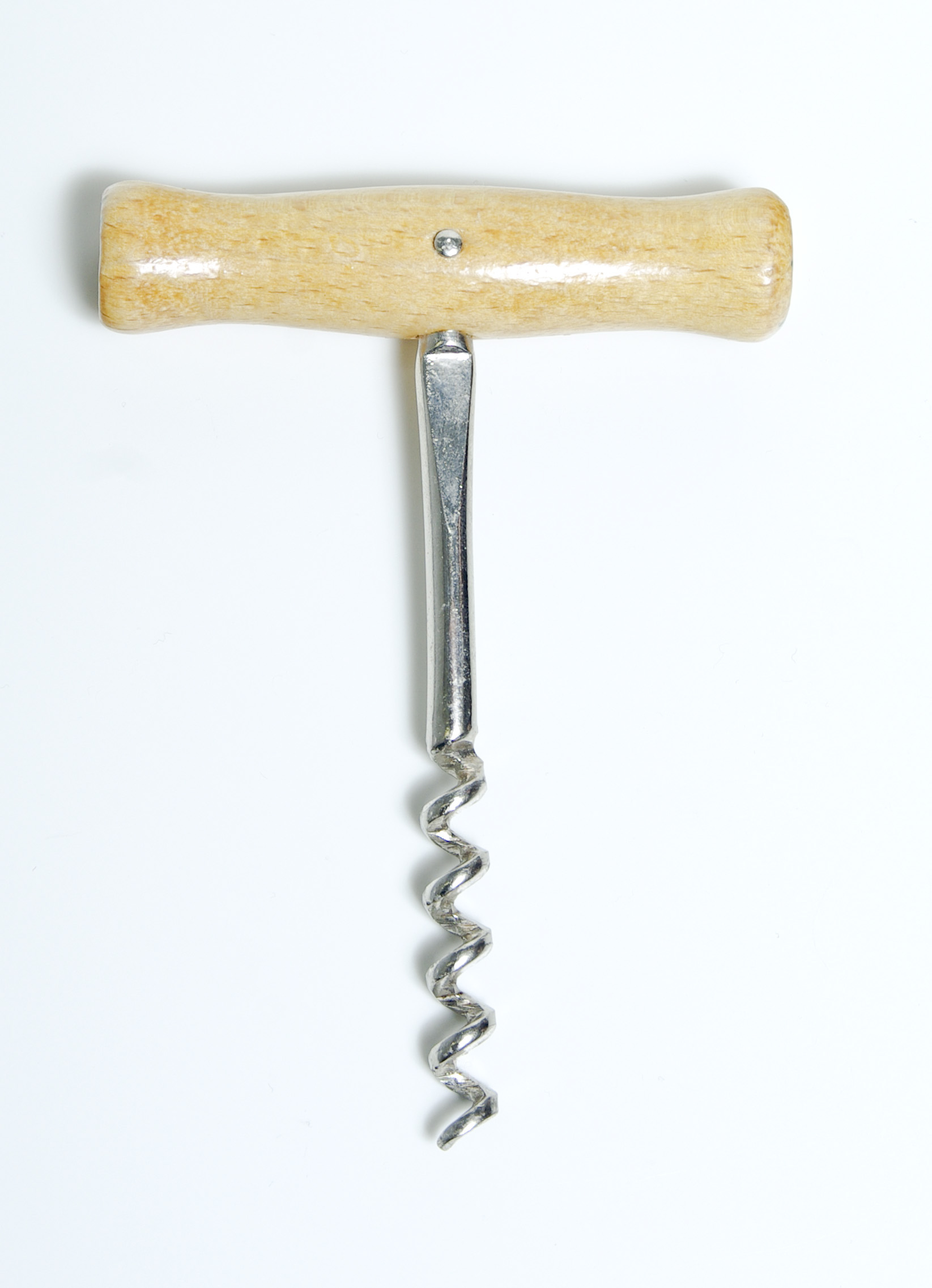
Korkenzieher
- Küchenpinzette
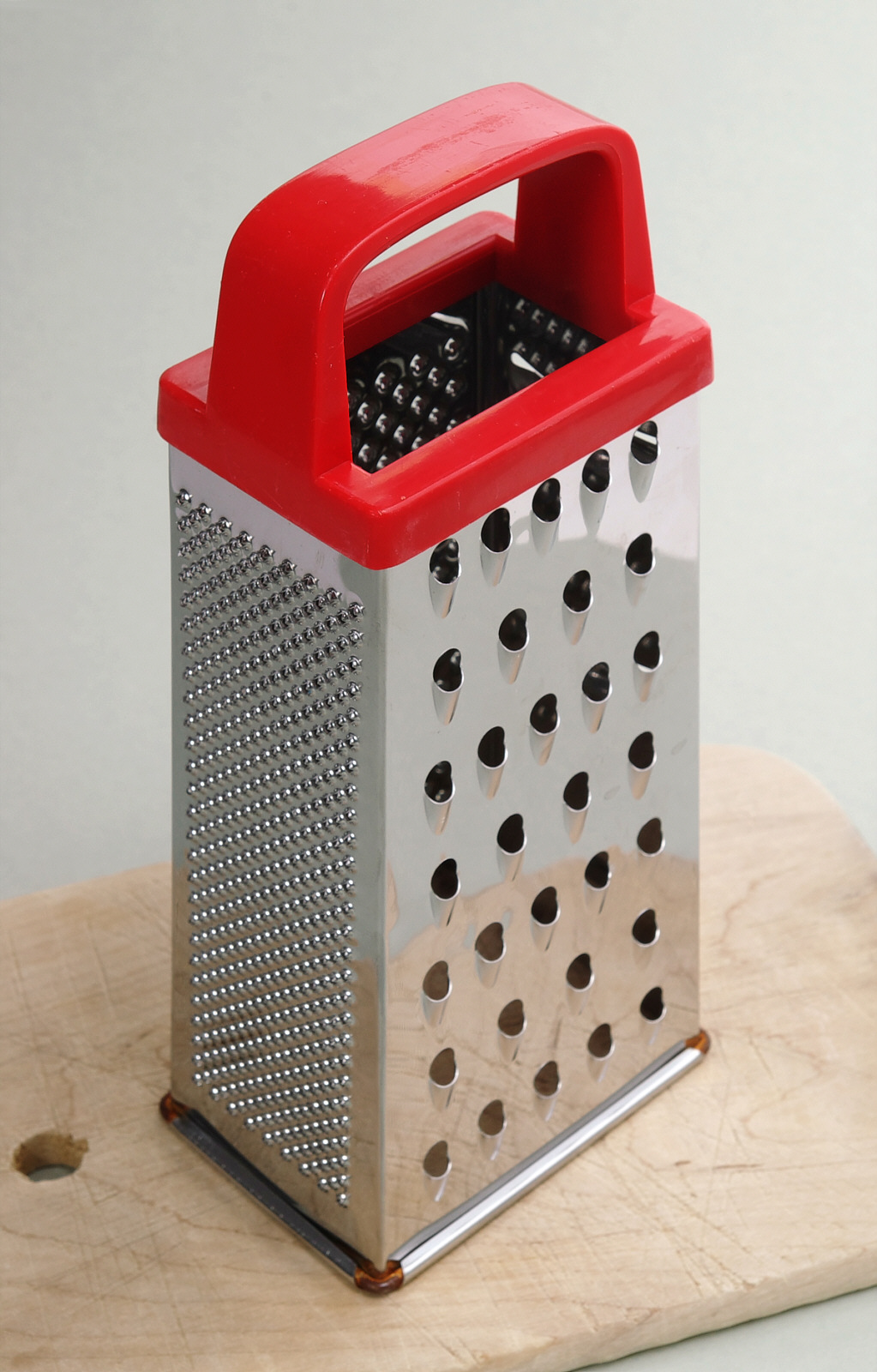
Küchenreibe
- Löffel
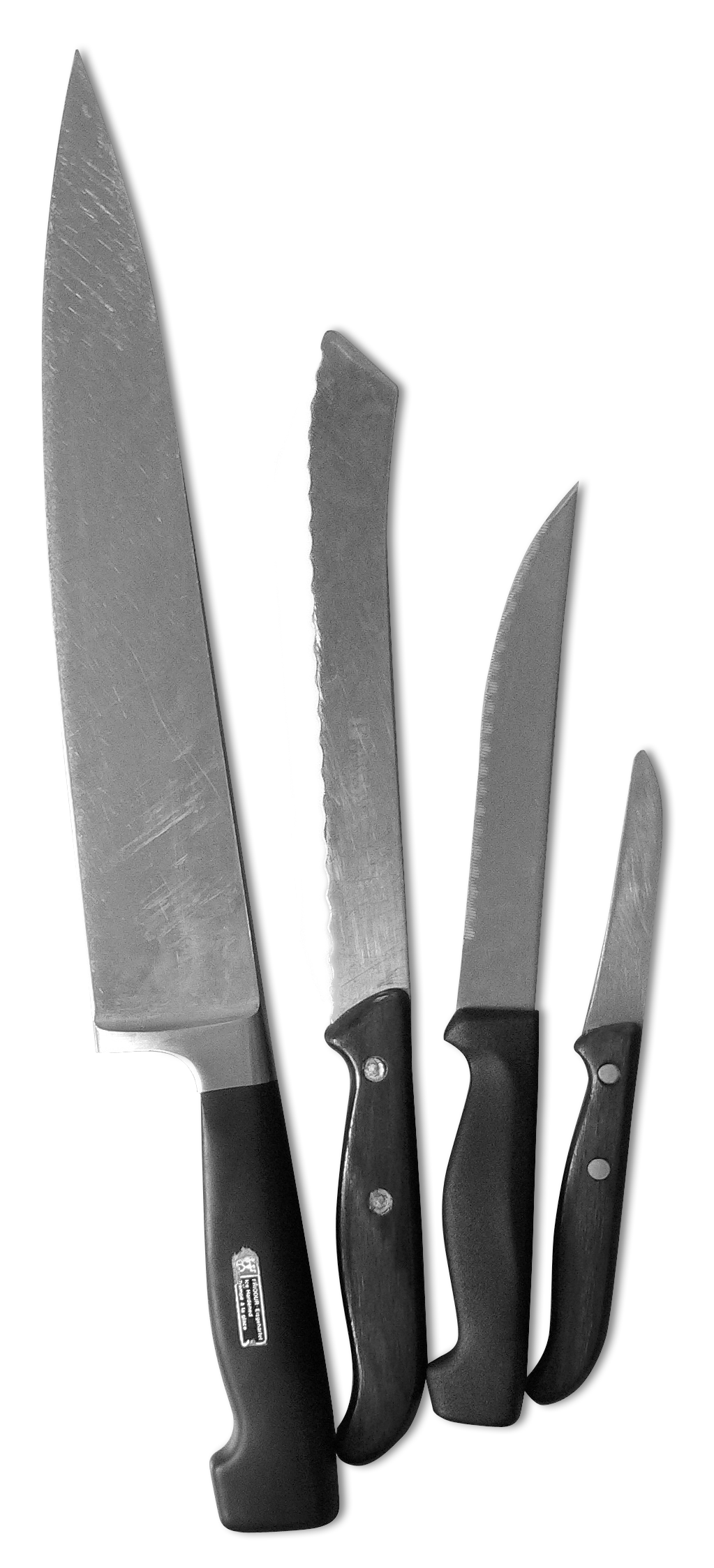
Messer
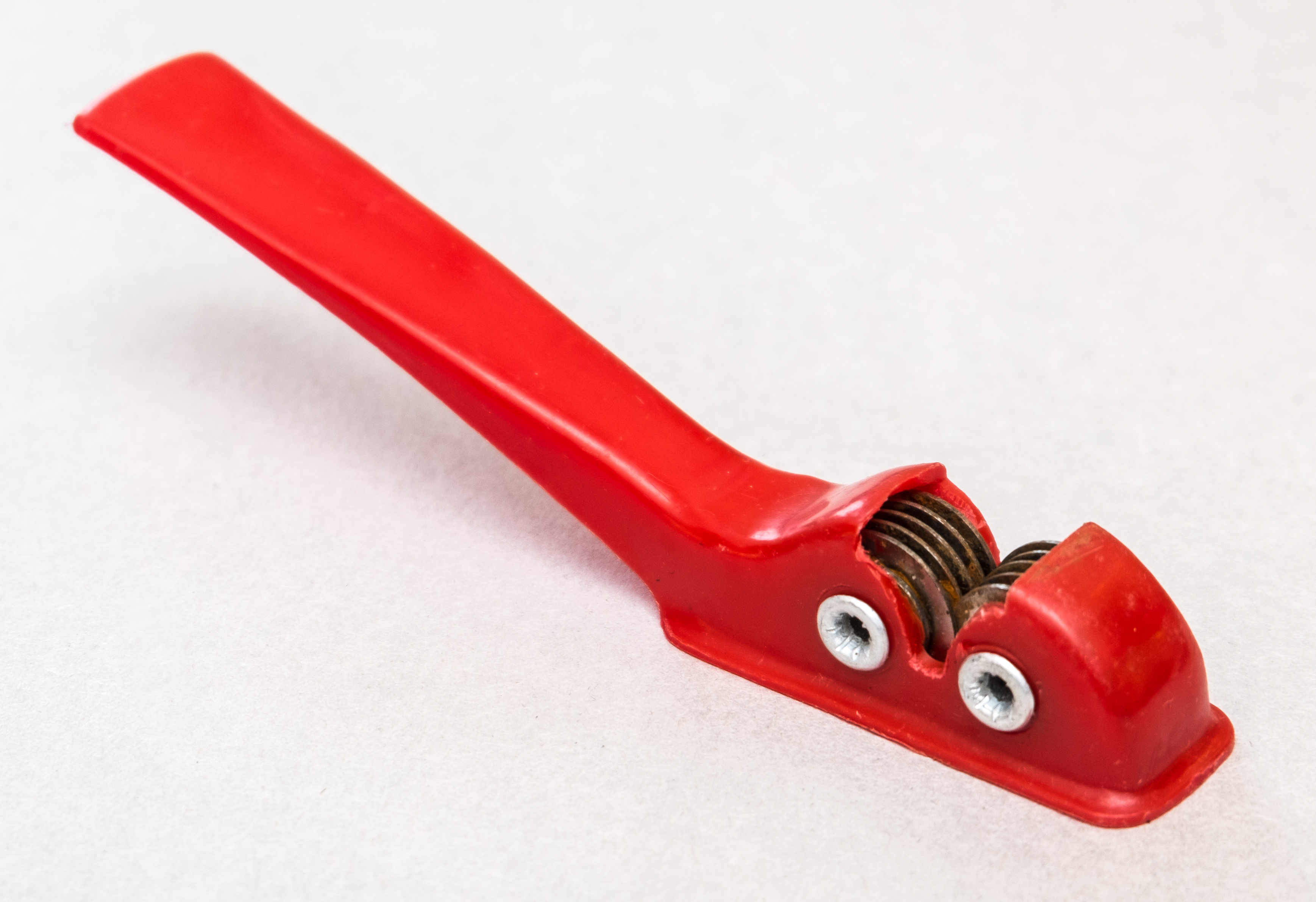
Messerschärfer
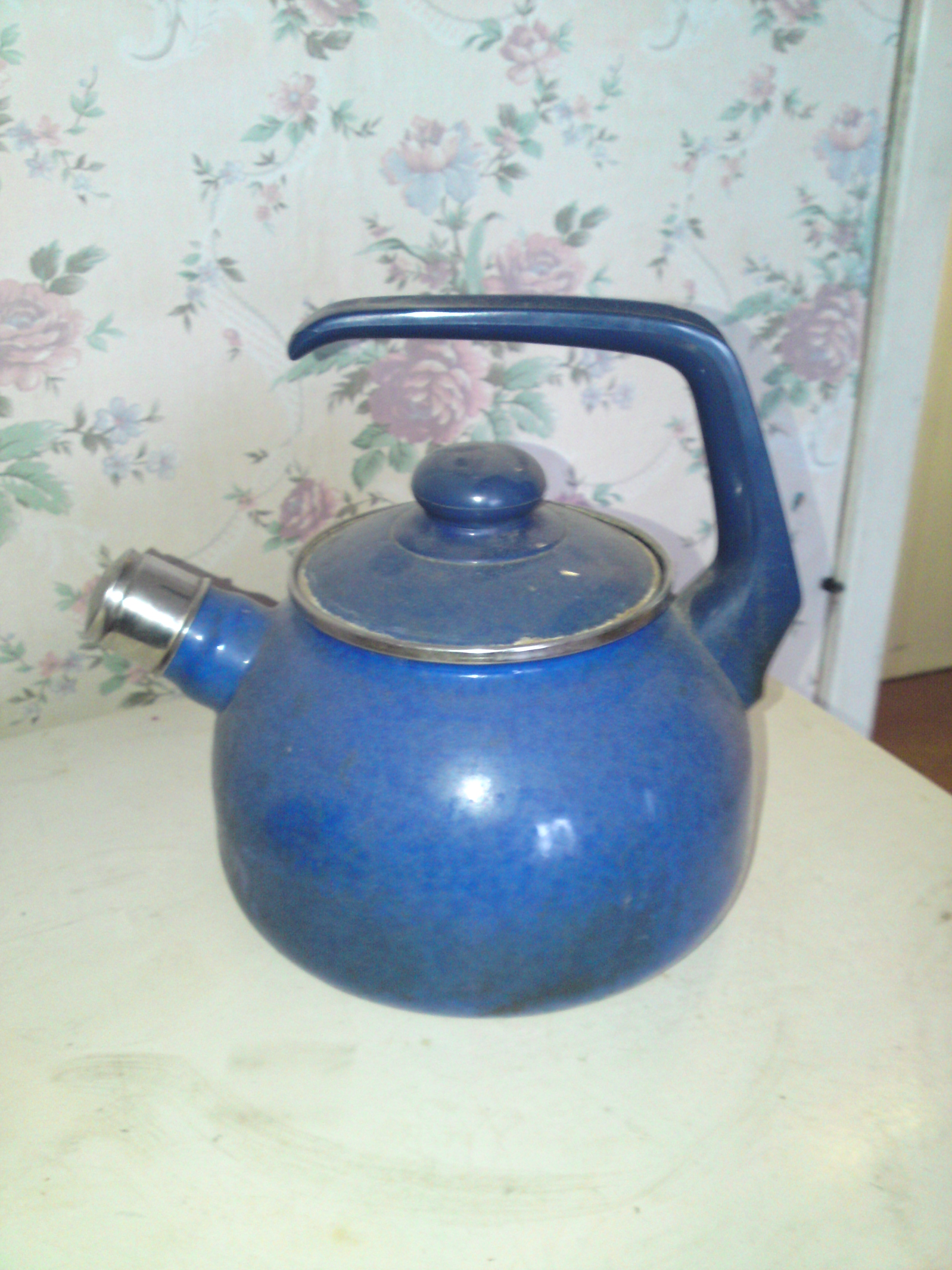
Wasserkessel

- Schaumlöffel
- Schöpfkelle
- Sieb
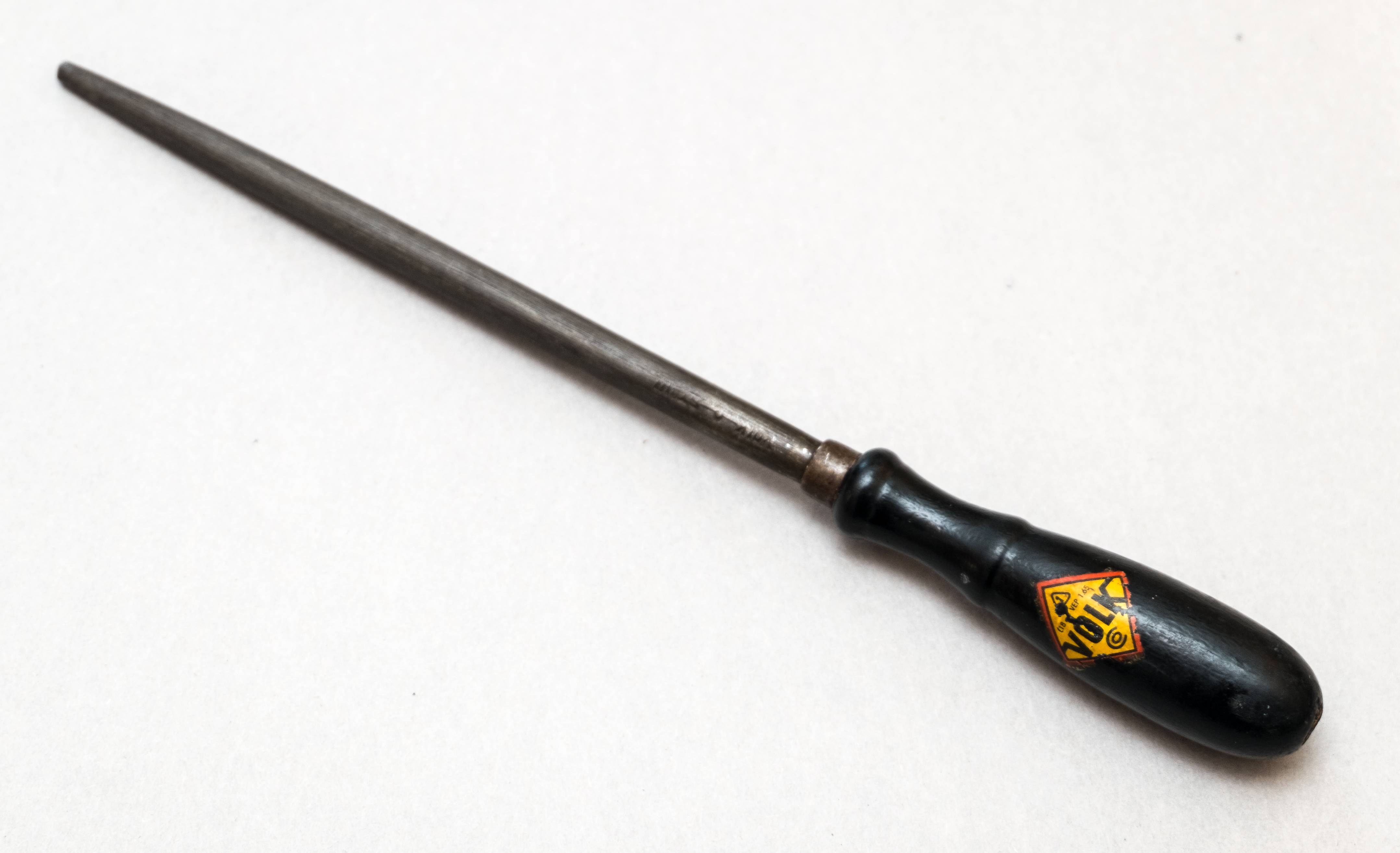
Wetzstahl
- Zestenreißer
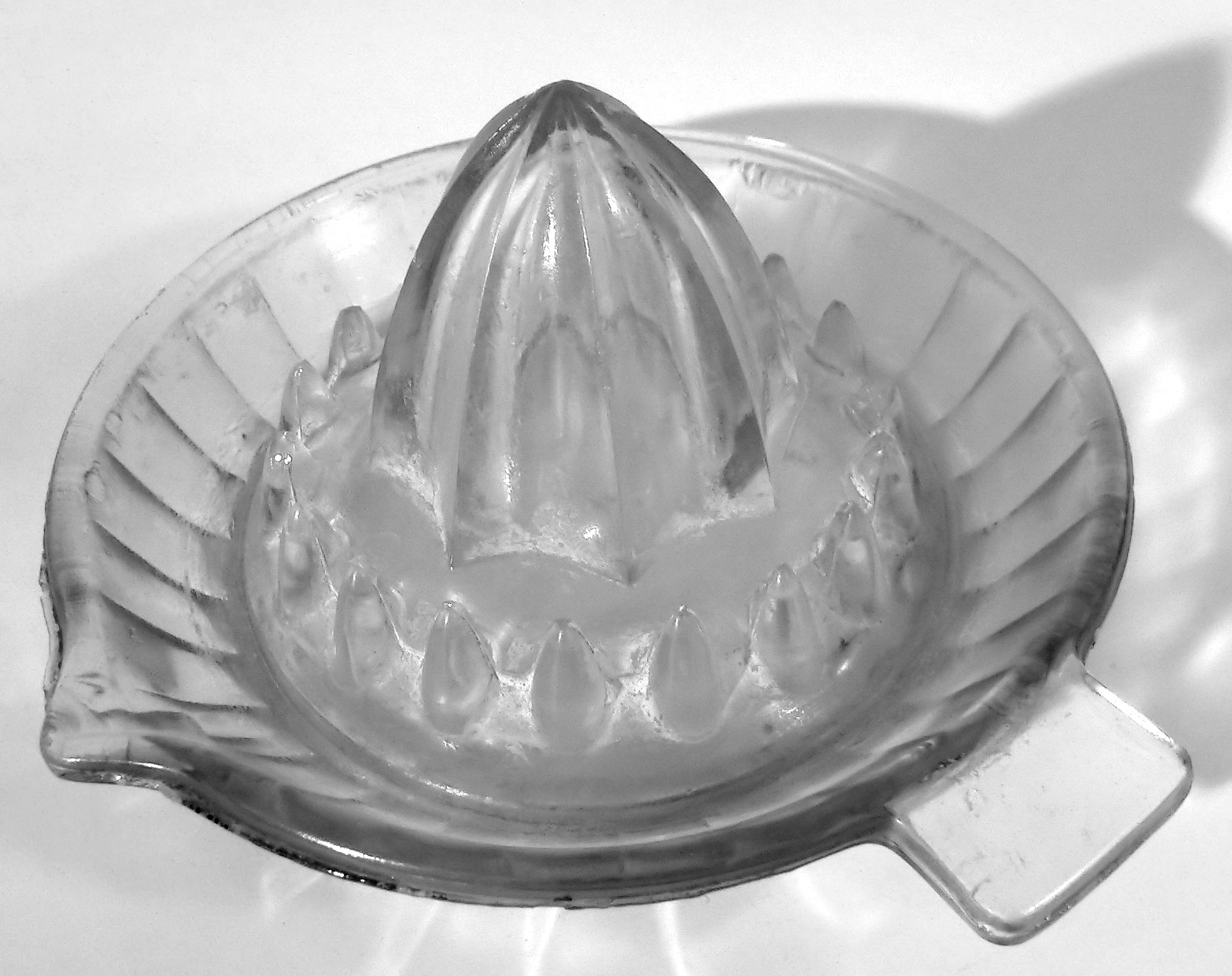
Zitronenpresse

- Dosenstecher
- Fleischklopfer
- Korkenzieher
- Küchenreibe
- Messer
- Messerschärfer
- Wasserkessel
- Wetzstahl
- Zitronenpresse

### Mechanische Küchengeräte
- Dosenöffner
- Gewürzmühle
- Saftpresse, Flotte Lotte
- Fleischwolf
- Messerschärfer
- Nudelmaschine
- Boden- oder Tischreiniger
- Kurzzeitwecker, Eieruhr
- Küchenwaage

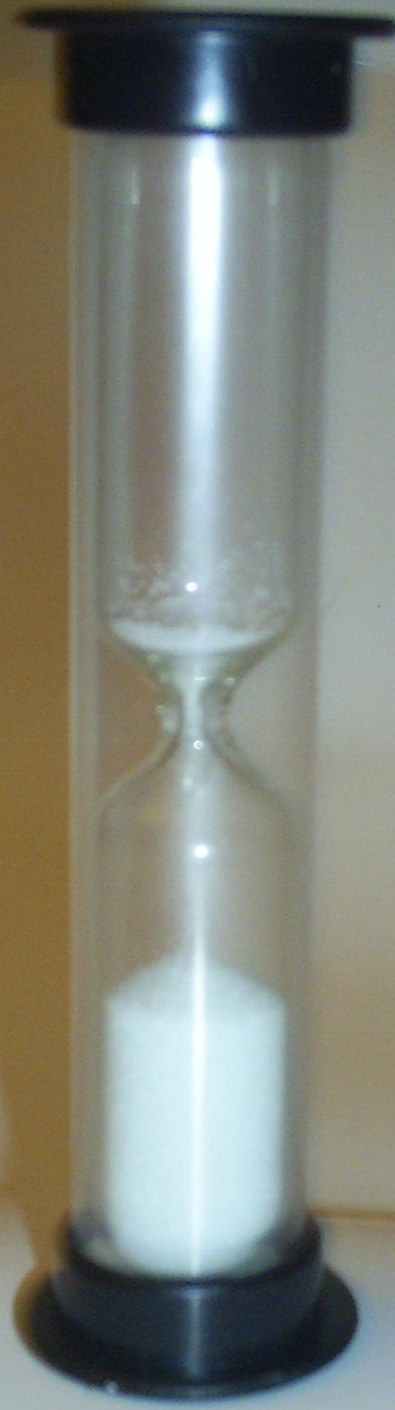
Eieruhr
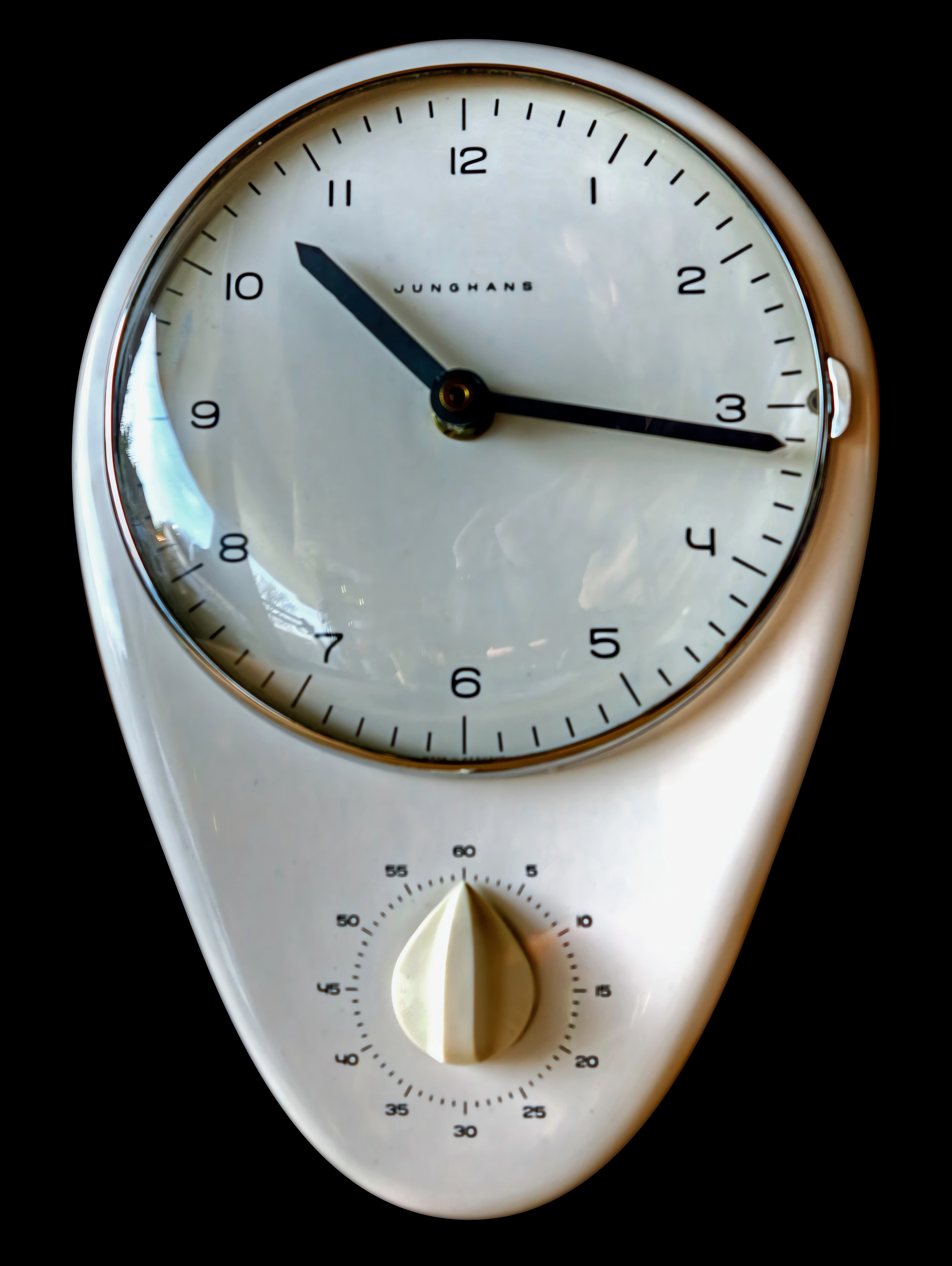
Küchenuhr mit Kurzzeitwecker (1956)
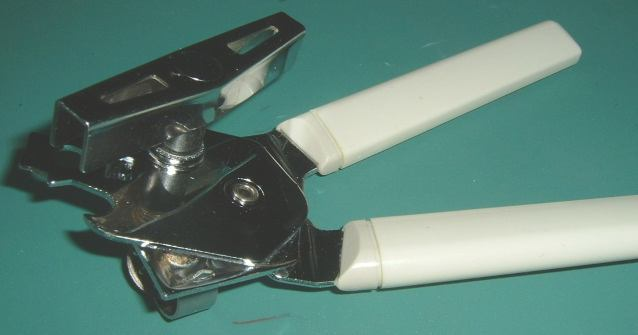
Mechanischer Dosenöffner
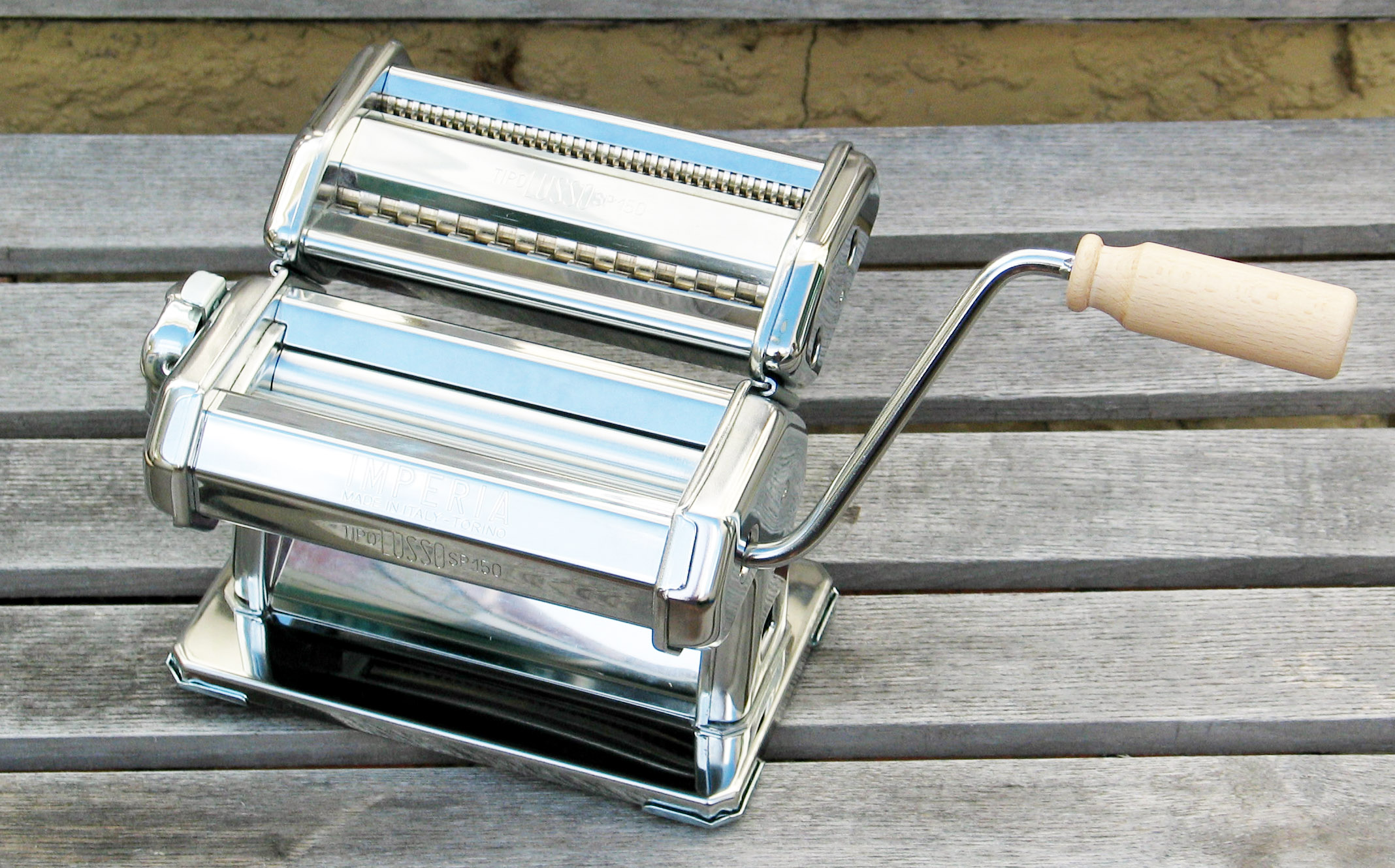
Nudelmaschine
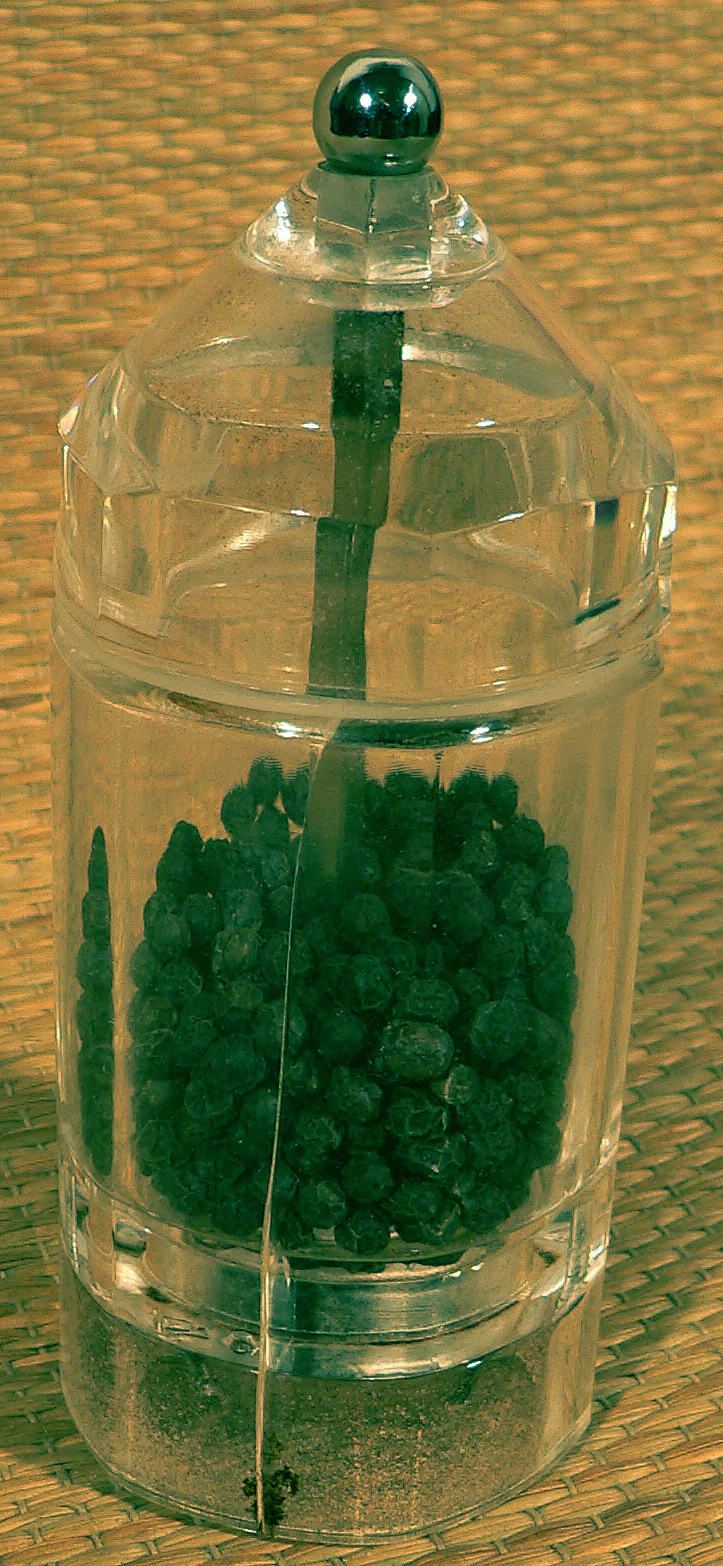
Pfeffermühle
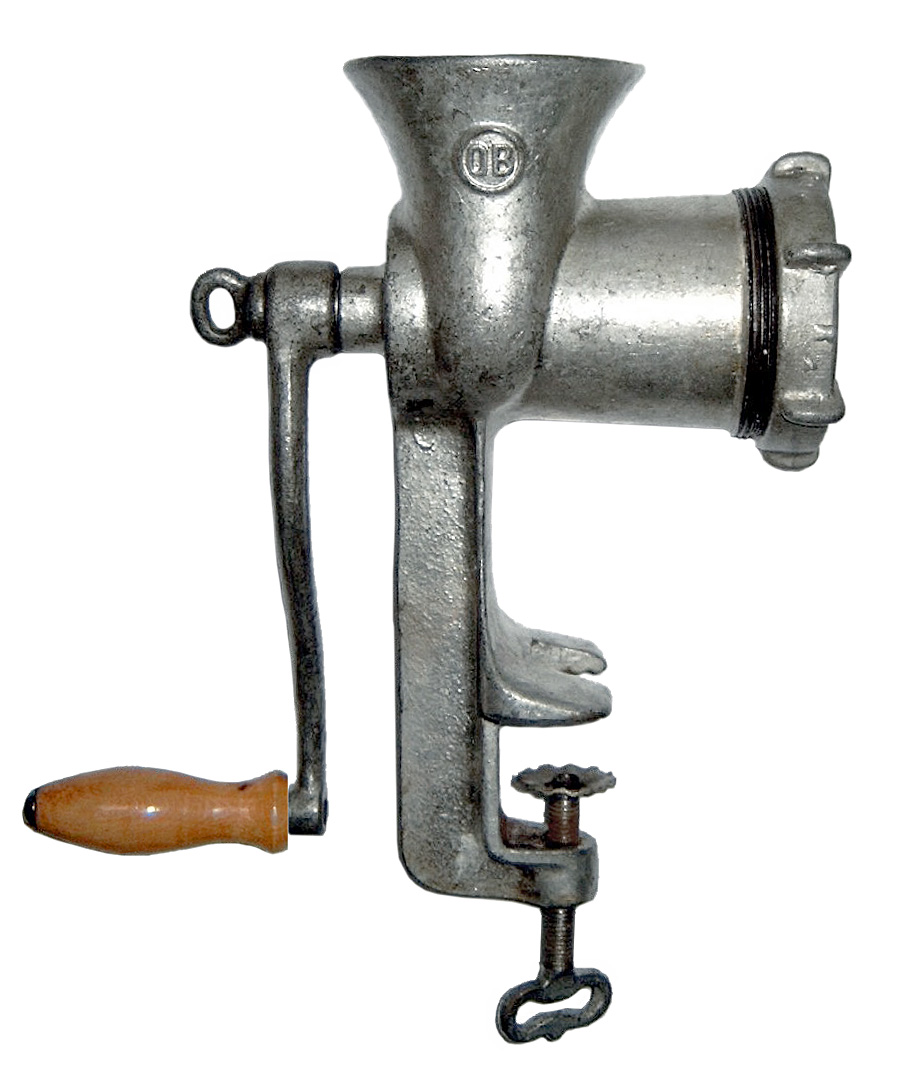
Handbetriebener Fleischwolf
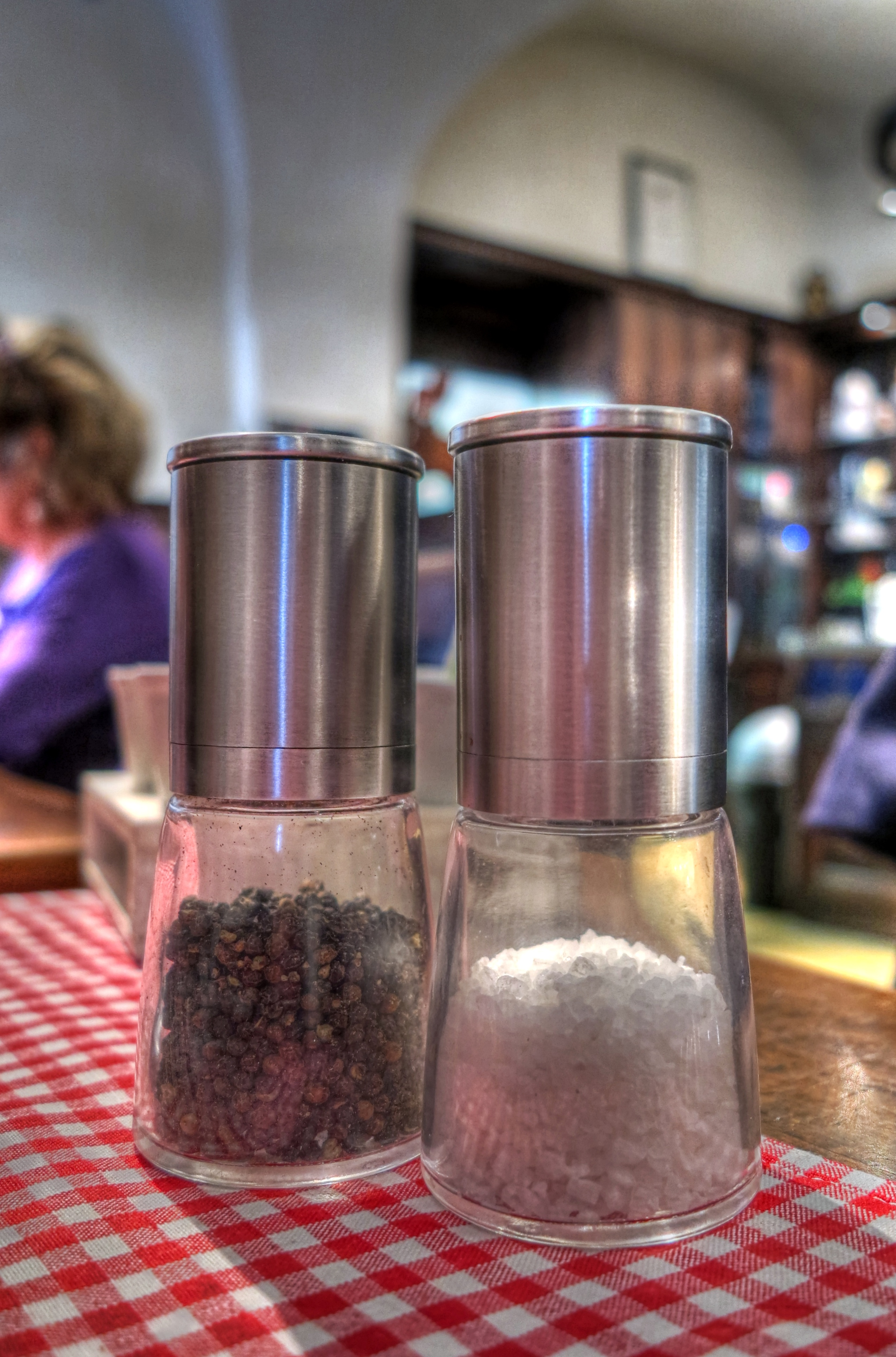
Moderne Pfeffer- und Salzmühle

### Historische Küchengeräte

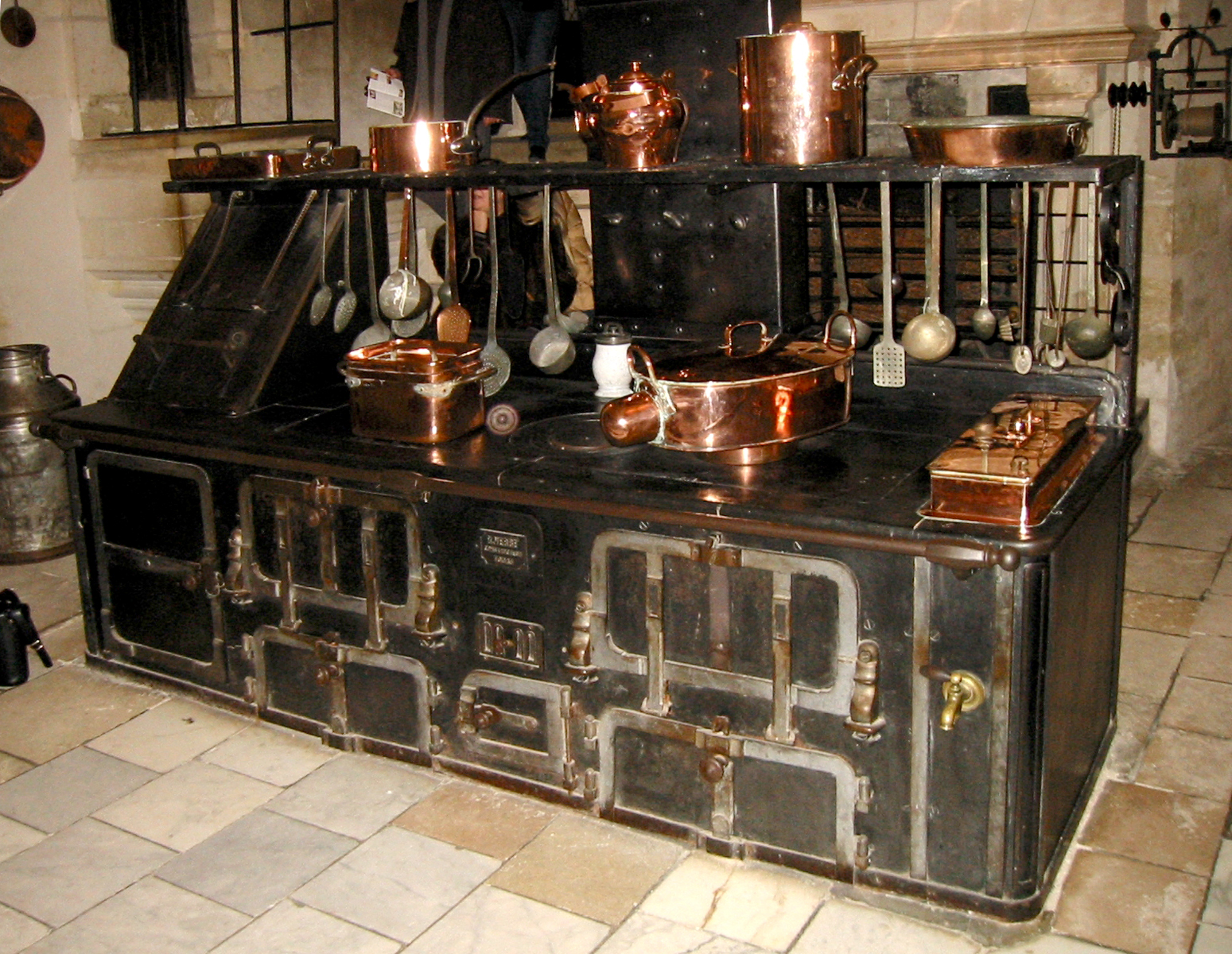
Frühe Kochmaschine (um 1820) auf Schloss Chenonceau

- Kochofen für Holz oder Kohle, Kochmaschine (Mitte bis Ende 19. Jahrhundert), Kochherd, Kochkiste
- Bratröste, Bratenwender, Kaffeeröster, Kesselhaken (Hal), Topfheber, Waffeleisen, Grapen

### Elektrische Küchengeräte
- Kochen und Backen: Herd (auch für Gas: Gasherd), Backofen, Mikrowellenherd, Eierkocher, Dunstabzugshaube
- Spülen: Geschirrspüler
- Kühlen und Gefrieren: Kühlschrank, Gefriertruhe, Kühl-Gefrier-Kombination
- Warmhalten: Salamander

Elektrokleingeräte: 
- Vorbereiten: Dosenöffner, Handrührgerät, Elektromesser, Messerschärfer, Pürierstab, Saftpresse, Wasserkocher,
- Zubereiten: Kaffeemaschine, Fritteuse, Küchenmaschine, Kleingrill, Racletteofen, Toaster
- Warmhalten: Warmhalteplatte, Milchfläschchenwärmer, Joghurtbereiter

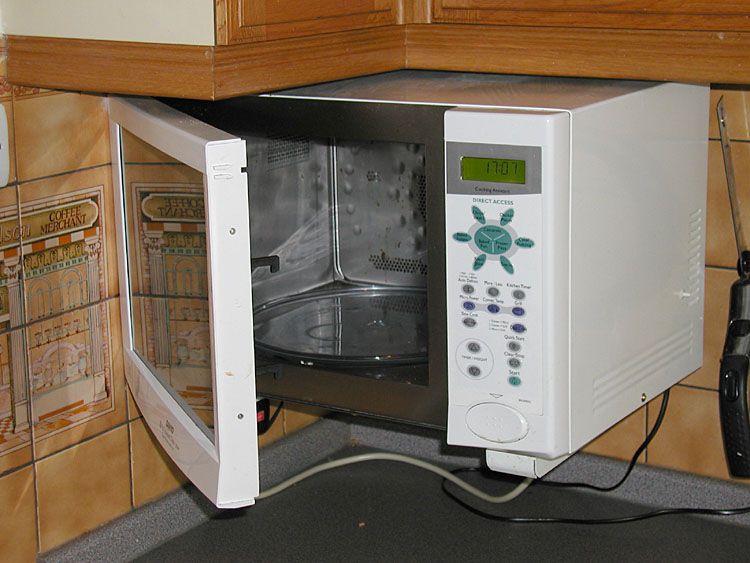
Mikrowellengerät
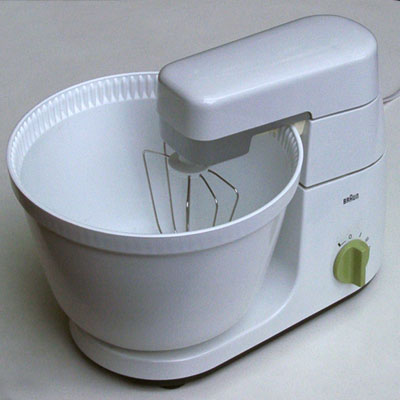
Küchenmaschine (Entwurf: Gerd Alfred Müller und Robert Oberheim, 1957)
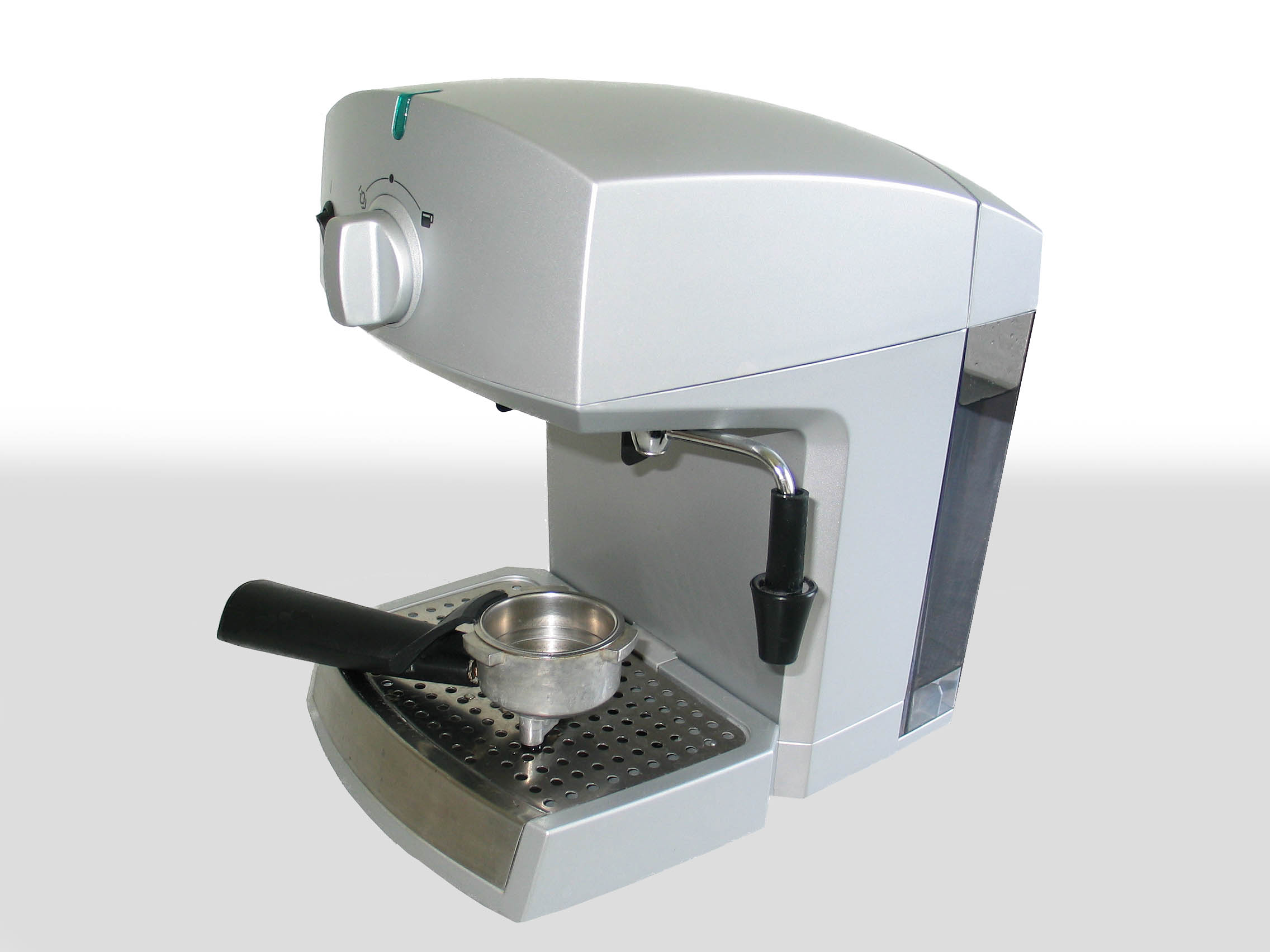
Halbautomatische Espressomaschine
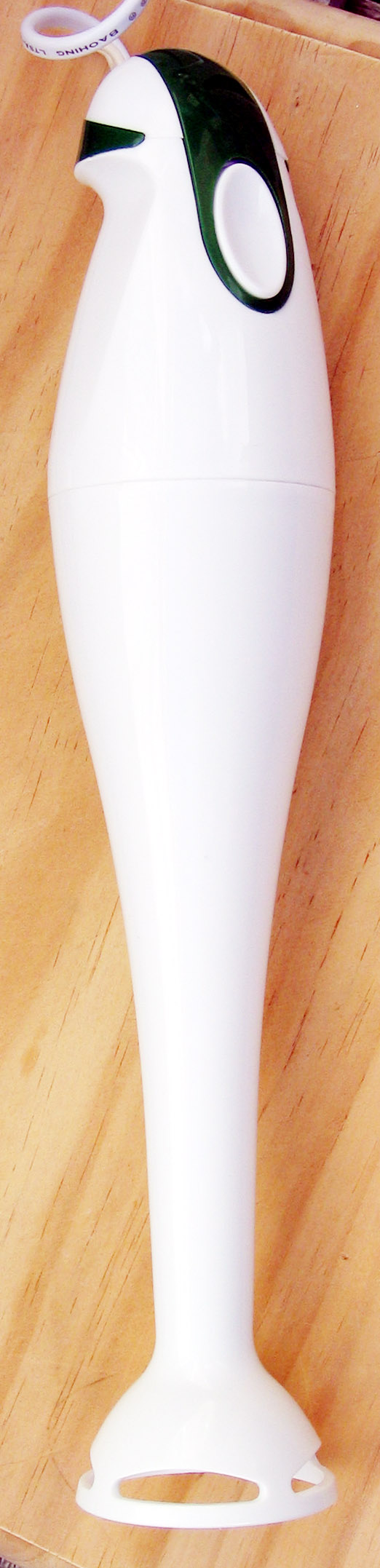
Pürierstab